# Alectrurus
Alectrurus là một chi chim trong họ Tyrannidae.